# フランドル・クラシック
フランドル・クラシック(英: Cobbled Classics、仏: Classiques Flandriennes)とは、2月から4月に主にベルギーのフランドル地方で開催される、自転車のプロロードレースのワンデイレースのうち、重要で格式の高いレースを言う。過去においてはロンド・ファン・フラーンデレン、パリ～ルーベを「クラシック」と呼び、それ以外を「セミクラシック」と呼んだが、その後E3・ハレルベーク、ヘント～ウェヴェルヘムがUCIワールドツアーに加わり、さらにその後オムロープ・ヘット・ニウスブラットとドワルス・ドール・フラーンデレンもワールドツアーに加わったことから、「クラシック」と「セミクラシック」の区別は曖昧になっている。現在ではE3・ハレルベーク、ヘント～ウェヴェルヘム、ロンド・ファン・フラーンデレン、パリ～ルーベの4つのレースを指すことが多い。「石畳のクラシック」、「北のクラシック」とも言う。

## 特徴
アップダウンの激しい舗装された道路を走るアルデンヌ・クラシックと違い、フランドル地方の石畳を走るレースのため、幼いころから石畳を走ることが多いベルギー人選手の優勝回数が非常に多い。その上石畳は上り坂であり、スプリンターは生き残りづらく、ピュアスプリンターと言える選手が優勝することは少ない。そのためパンチャーやクラシックスペシャリストに有利とされ、鎬を削っている。

## 歴史
フランドル・クラシックの幕開けはオムロープ・ヘット・ニウスブラットで、翌日にクールネ〜ブリュッセル〜クールネが続く。3月下旬から重要なレースが続き、ドワルス・ドール・フラーンデレン、E3・ハレルベーク、ヘント～ウェヴェルヘムという3連戦ののち、本戦とも言えるモニュメントのロンド・ファン・フラーンデレンとパリ～ルーベを最後にフランドル・クラシックは閉幕。その後アルデンヌ・クラシックへと続く。
過去この4つのレースを同一年で全て制覇した選手は2019年現在2012年のトム・ボーネンのみ。

## 1990年以降の優勝者
太字は同一年全制覇、太斜字は同一年3大会制覇、斜字は同一年2大会制覇。
| 年   | E3サクソ・クラシック           | ヘント～ウェヴェルヘム           | ロンド・ファン・フラーンデレン   | パリ～ルーベ                   |
| ---- | ------------------------------ | -------------------------------- | -------------------------------- | ------------------------------ |
| 2025 | マチュー・ファン・デル・プール | マッズ・ピーダスン               | タデイ・ポガチャル               | マチュー・ファン・デル・プール |
| 2024 | マチュー・ファン・デル・プール | マッズ・ピーダスン               | マチュー・ファン・デル・プール   | マチュー・ファン・デル・プール |
| 2023 | ワウト・ファンアールト         | クリストフ・ラポルト             | タデイ・ポガチャル               | マチュー・ファン・デル・プール |
| 2022 | ワウト・ファンアールト         | ビニヤム・ギルマイ               | マチュー・ファン・デル・プール   | ディラン・ファンバールレ       |
| 2021 | カスパー・アスグリーン         | ワウト・ファンアールト           | カスパー・アスグリーン           | ソニー・コルブレッリ           |
| 2020 | コロナにより中止               | マッズ・ピーダスン               | マチュー・ファン・デル・プール   | コロナにより中止               |
| 2019 | ズデネク・シュティバル         | アレクサンダー・クリストフ       | アルベルト・ベッティオル         | フィリップ・ジルベール         |
| 2018 | ニキ・テルプストラ             | ペーター・サガン                 | ニキ・テルプストラ               | ペーター・サガン               |
| 2017 | フレフ・ファン・アヴェルマート | フレフ・ファン・アヴェルマート   | フィリップ・ジルベール           | フレフ・ファン・アヴェルマート |
| 2016 | ミハウ・クフャトコフスキ       | ペーター・サガン                 | ペーター・サガン                 | マシュー・ヘイマン             |
| 2015 | ゲラント・トーマス             | ルカ・パオリーニ                 | アレクサンダー・クリストフ       | ヨーン・デーゲンコルプ         |
| 2014 | ペーター・サガン               | ヨーン・デーゲンコルプ           | ファビアン・カンチェラーラ       | ニキ・テルプストラ             |
| 2013 | ファビアン・カンチェラーラ     | ペーター・サガン                 | ファビアン・カンチェラーラ       | ファビアン・カンチェラーラ     |
| 2012 | トム・ボーネン                 | トム・ボーネン                   | トム・ボーネン                   | トム・ボーネン                 |
| 2011 | ファビアン・カンチェラーラ     | トム・ボーネン                   | ニック・ニュイエンス             | ヨハン・ファンスュメレン       |
| 2010 | ファビアン・カンチェラーラ     | ベルンハルト・アイゼル           | ファビアン・カンチェラーラ       | ファビアン・カンチェラーラ     |
| 2009 | フィリッポ・ポッツァート       | エドヴァルド・ボアソン・ハーゲン | ステイン・デヴォルデル           | トム・ボーネン                 |
| 2008 | クルトアスル・アルヴェセン     | オスカル・フレイレ               | ステイン・デヴォルデル           | トム・ボーネン                 |
| 2007 | トム・ボーネン                 | マルクス・ブルグハート           | アレッサンドロ・バッラン         | スチュアート・オグレディ       |
| 2006 | トム・ボーネン                 | トル・フースホフト               | トム・ボーネン                   | ファビアン・カンチェラーラ     |
| 2005 | トム・ボーネン                 | ニコ・マッタン                   | トム・ボーネン                   | トム・ボーネン                 |
| 2004 | トム・ボーネン                 | トム・ボーネン                   | ステファン・ヴェーゼマン         | マニュス・バクステッド         |
| 2003 | ステーフェン・デ・ヨンフ       | アンドレアス・クリアー           | ペーター・ファンペテヘム         | ペーター・ファンペテヘム       |
| 2002 | ダリオ・ピエリ                 | マリオ・チポリーニ               | アンドレア・タフィ               | ヨハン・ムセウ                 |
| 2001 | アンドレイ・チミル             | ジョージ・ヒンカピー             | ジャンルカ・ボルトラーミ         | セルファイス・クナーフェン     |
| 2000 | セルゲイ・イワノフ             | ヘルト・ファン・ボント           | アンドレイ・チミル               | ヨハン・ムセウ                 |
| 1999 | ペーター・ファンペテヘム       | トム・ステールス                 | ペーター・ファンペテヘム         | アンドレア・タフィ             |
| 1998 | ヨハン・ムセウ                 | フランク・ヴァンデンブルック     | ヨハン・ムセウ                   | フランコ・バッレリーニ         |
| 1997 | ヘンドリック・ファンダイク     | フィリップ・ゴーモン             | ロルフ・ソレンセン               | フレデリック・ゲドン           |
| 1996 | カルロ・ボマンス               | トム・ステールス                 | ミケーレ・バルトリ               | ヨハン・ムセウ                 |
| 1995 | バルト・レイセン               | ラース・ミカエルセン             | ヨハン・ムセウ                   | フランコ・バッレリーニ         |
| 1994 | アンドレイ・チミル             | ウィルフレッド・ペータース       | ジャンニ・ブーニョ               | アンドレイ・チミル             |
| 1993 | マリオ・チポリーニ             | マリオ・チポリーニ               | ヨハン・ムセウ                   | ジルベール・デュクロラサール   |
| 1992 | ヨハン・ムセウ                 | マリオ・チポリーニ               | ジャッキー・デュラン             | ジルベール・デュクロラサール   |
| 1991 | オラフ・ルードヴィッヒ         | ジャモリディネ・アブドジャパロフ | エドヴィヒ・ファン・ホーイドンク | マルク・マディオ               |
| 1990 | セレン・リルホルト             | ヘルマン・フリソン               | モレノ・アルゼンティン           | エディ・プランカールト         |

## 通算優勝回数
| 順位 | 名前                           | 国籍     | 通算優勝回数 | E3・ハレルベーク             | ヘント～ウェヴェルヘム | ロンド・ファン・フラーンデレン | パリ～ルーベ            |
| ---- | ------------------------------ | -------- | ------------ | ---------------------------- | ---------------------- | ------------------------------ | ----------------------- |
| 1    | トム・ボーネン                 | ベルギー | 15           | 5 (2004,2005,2006,2007,2012) | 3 (2004,2011,2012)     | 3 (2005,2006,2012)             | 4 (2005,2008,2009,2012) |
| 2    | リック・ファン・ローイ         | ベルギー | 12           | 4 (1964,1965,1966,1969)      | 3 (1956,1957,1962)     | 2 (1959,1962)                  | 3 (1961,1962,1965)      |
| 3    | ファビアン・カンチェラーラ     | スイス   | 9            | 3 (2010,2011,2013)           | 0                      | 3 (2010,2013,2014)             | 3 (2006,2010,2013)      |
| 4    | エディ・メルクス               | ベルギー | 8            | 0                            | 3 (1967,1970,1973)     | 2 (1969,1975)                  | 3 (1968,1970,1973)      |
| 〃   | ヨハン・ムセウ                 | ベルギー | 〃           | 2 (1992,1998)                | 0                      | 3 (1993,1995,1998)             | 3 (1996,2000,2002)      |
| 〃   | マチュー・ファン・デル・プール | オランダ | 〃           | 2 (2024,2025)                | 0                      | 3 (2020,2022,2024)             | 3 (2023,2024,2025)      |